# John Meredyth Lucas
John Meredyth Lucas (* 1. Mai 1919; † 19. Oktober 2002 in Newport Beach, Kalifornien) war ein US-amerikanischer Drehbuchautor, Filmregisseur und Filmproduzent.
John Lucas wurde als Sohn der Autorin Bess Meredyth und des Filmschaffenden Wilfred Lucas geboren. Nach der Scheidung seiner Eltern 1927 heiratete seine Mutter erneut, nämlich den bekannten Regisseur Michael Curtiz. Nach dem Besuch von verschiedenen Militärschulen wurde John Lucas vor allem als Drehbuchautor aktiv, unter anderem für die Fernsehserien Ben Casey, Raumschiff Enterprise, Auf der Flucht, Mannix und Kojak – Einsatz in Manhattan. Daneben hat Lucas bei Episoden der Serien Ben Casey, Raumschiff Enterprise, Invasion von der Wega und Planet der Affen ebenfalls Regie geführt.
John Meredyth Lucas, der nicht mit George Lucas verwandt ist, starb 2002 mit 83 Jahren an Leukämie.

## Filmografie (Auswahl)
- 1947: Der Unverdächtige (The Unsuspected) (Dialogregie)
- 1950: Stadt im Dunkel (Dark City) (Drehbuch)
- 1951: Peking-Expreß (Peking Express) (Drehbuch)
- 1952: Die Hölle der roten Berge (Red Mountain) (Drehbuch)
- 1952: Die schwarze Isabell (Captain Pirate) (Drehbuch)
- 1971: Um 9 Uhr geht die Erde unter (City Beneath the Sea) (Fernsehfilm) (Drehbuch)